# Relaciones Estados Unidos-Suazilandia
Las Relaciones entre Estados Unidos y Suazilandia son relaciones bilaterales entre Suazilandia y Estados Unidos.

## Historia
Estados Unidos busca mantener y fortalecer las relaciones bilaterales que han existido desde que el reino se independizó en 1968. La política de Estados Unidos enfatiza la continuación de la reforma económica y política y la mejora de las relaciones laborales.
Estados Unidos asiste a Suazilandia con una serie de iniciativas y programas de VIH / SIDA implementados a través de la Agencia de los Estados Unidos para el Desarrollo Internacional (USAID), Centros para el Control y Prevención de Enfermedades (CDC), Peace Corps, African Development Foundation, el Departamento de Trabajo, y el Departamento de Defensa. Además, Estados Unidos apoya el desarrollo de pequeñas empresas, la educación, la capacitación militar, el desarrollo de recursos institucionales y humanos, el desarrollo agrícola y la creación de capacidades comerciales. Los Estados Unidos también es el mayor donante bilateral del Fondo Mundial, la principal fuente de financiación de VIH / SIDA de Suazilandia. El gobierno de Estados Unidos envía aproximadamente 4 profesionales de Suazilandia a los Estados Unidos cada año, tanto del sector público como privado, principalmente para maestrías, y otros 5 para programas de visitantes internacionales de tres a cuatro semanas.

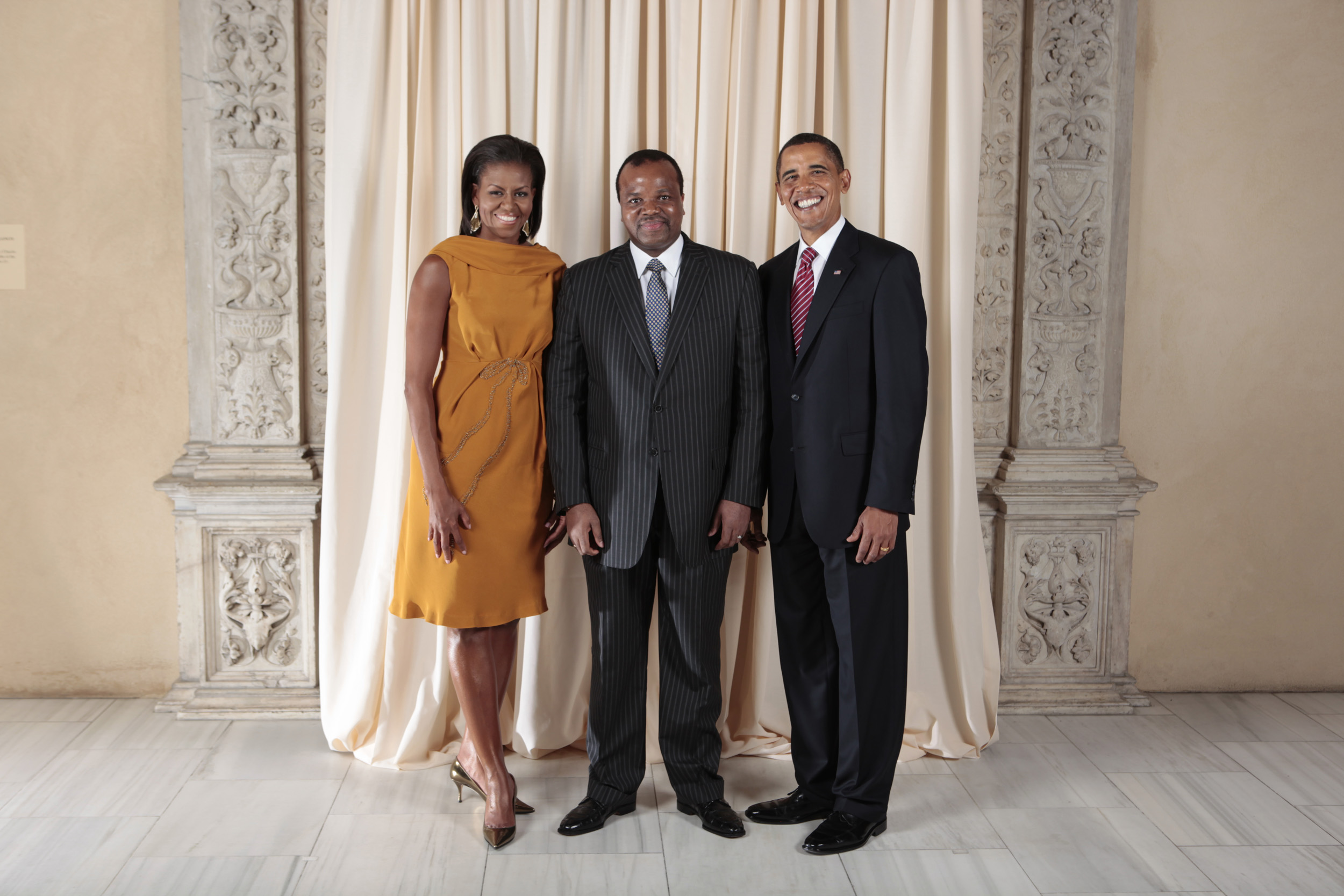
Michelle Obama, Mswati III y Barack Obama (de izquierda a derecha)